# オリバー・マクドナルド
オリバー・マクドナルド（Joseph Oliver MacDonald、1904年2月20日- 1973年4月14日)は、アメリカ合衆国の陸上競技選手。1924年パリオリンピックの金メダリストである。

## 経歴
マクドナルドは、1924年パリオリンピックの4×400mリレーのアメリカチームのメンバーとして、コモドール・コクラン、アラン・ヘルフリッチそしてウィリアム・スティーブンソンとともに金メダルを獲得。3分16秒0で2位のスウェーデンを抑え金メダルを獲得した。
マクドナルドは、1927年にペンシルベニア大学歯学部を卒業後、歯科医を開業。1959年に引退後、不動産業を開業した。